# Tymazoline
Tymazoline (tên thương mại Thymazen ở Ba Lan) là thuốc thông mũi có thể được sử dụng để điều trị viêm mũi. Nó hoạt động như một chất chống dị ứng và giao cảm, làm giảm sưng, viêm và tiết chất nhầy.